# Tubigon
Tubigon es un municipio filipino de primera clase, perteneciente a la provincia de Bohol, en las Bisayas Centrales. Es el puerto boholano más cercano a Cebú.

## Historia
Hacia mediados del siglo XIX, el lugar pertenecía a Calape, por entonces en la provincia de Cebú. Aparece descrito en el segundo volumen del Diccionario geográfico, estadístico, histórico de las Islas Filipinas (1851) de Manuel Buzeta Núñez y Felipe Bravo con las siguientes palabras:

TUBIGON: visita del pueblo de Calape en la isla de Bohol, adscrita á la prov. y dióc. de Cebú, sit. en la costa de dicha isla, terr. llano y clima algo cálido. Hállase á 3 leg. distante de su matriz, en cuyo art. damos su pobl., prod. y trib.
(Buzeta y Bravo, 1851, p. 461)

En 2020, tenía censados 47 886 habitantes.

## Barangayes
Tubigon se divide administrativamente en 34 barangayes.
| - Bagongbanwa - Bunacan - Banlasan - Batasan - Bilangbilangan - Bosongon - Buenos Aires - Cabulihan - Cahayag - Cawayanan - Centro (Población) - Genonocan | - Guiwanon - Ilihan Norte - Ilihan Sur - Libertad - Maca-as - Mocaboc Island - Matabao - Panadtaran - Panaytayon - Pandan - Pangapasan | - Pinayagan Norte - Pinayagan Sur - Pooc Occidental (Población) - Pooc Oriental (Población) - Potohan - Talenceras - Tan-awan - Tinangnan - Ubay - Ubojan - Villanueva |